# Antimaquiavelo

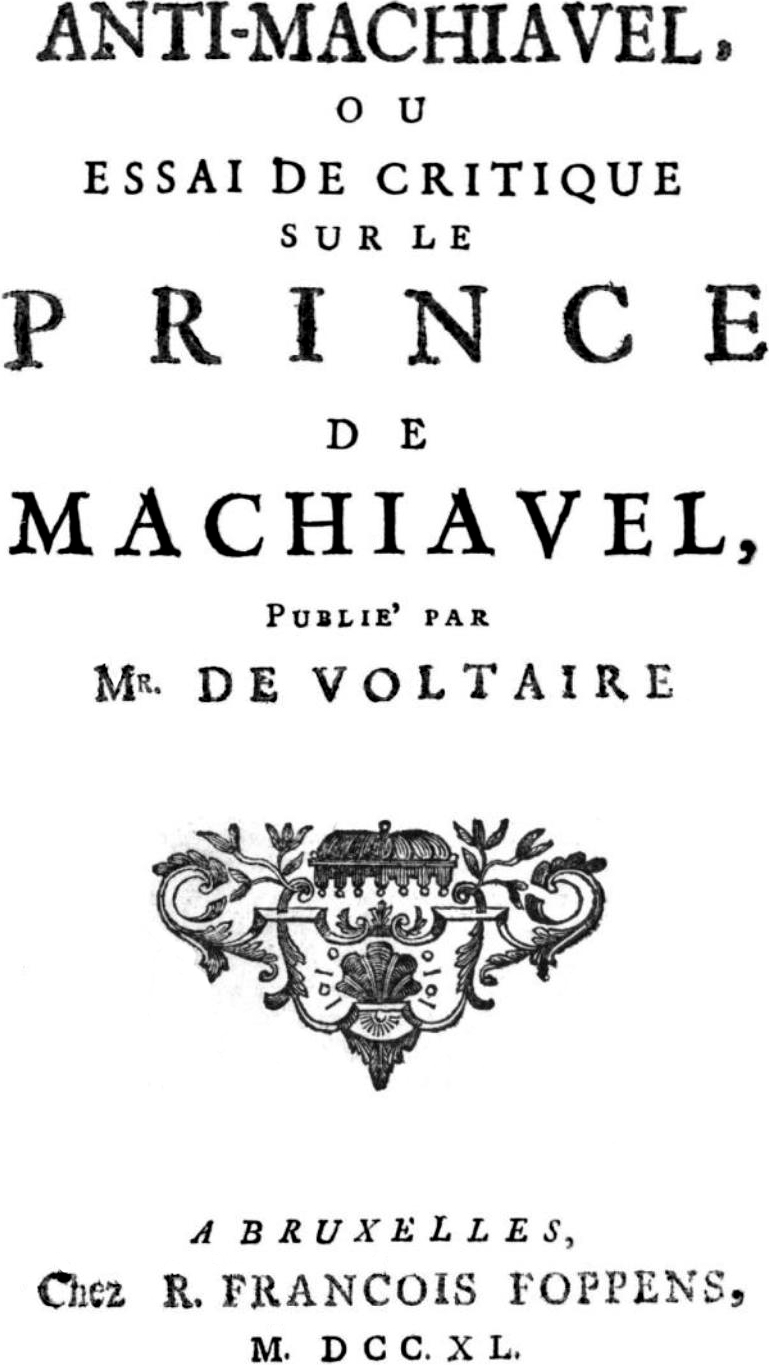
Portada de la primera edición del libro.

El Antimaquiavelo, o Ensayo crítico sobre El príncipe de Maquiavelo, es una obra filosófica escrita por Federico II de Prusia, y prologada por Voltaire, que busca refutar las tesis defendidas por Nicolás Maquiavelo a través de una crítica capítulo a capítulo de su obra más destacada, El príncipe, ofreciendo una imagen de monarca ideal totalmente opuesta a la que propugnaban los postulados del maquiavelismo. Fue publicada por primera vez en septiembre de 1740, sólo unos meses después de que Federico fuera coronado rey de Prusia. El libro se escribió en lengua francesa, y fue editado por el filósofo Voltaire  (que además escribió su prefacio) que mantenía una estrecha amistad con el autor.

## Composición y publicación
La obra, escrita en francés, se produjo en un punto de inflexión en la vida de Federico, después de su turbulenta y rebelde juventud, e inmediatamente antes de su asunción al trono de Prusia. Federico, por supuesto, había leído a Maquiavelo mucho antes; no está exactamente claro qué llamó su atención sobre este tema a fines de la década de 1730, aunque su afiliación con Voltaire y su inminente cambio de rango ciertamente contribuyeron al proyecto. Se sabe por cartas a Voltaire que Federico comenzó a reflexionar sobre el proyecto a principios de 1738; su borrador del trabajo se completó a fines de 1739.

## Estructura
El libro se divide en los siguientes capítulos:
- Capítulo I: Acerca de los diferentes gobiernos y de cómo se puede llegar a ser soberano
- Capítulo II: De los Estados hereditarios
- Capítulo III: En torno a los Estados mixtos
- Capítulo IV: De cómo conservar el trono
- Capítulo V: De los Estados conquistados
- Capítulo VI: De los nuevos Estados que el príncipe adquiere por su valor y por sus propias armas
- Capítulo VII: Del gobierno de un Estado adquirido recientemente
- Capítulo VIII: Sobre los que han devenido príncipes a costa de crímenes
- Capítulo IX: Del principado civil
- Capítulo X: De las fuerzas de los Estados
- Capítulo XI: De los Estados eclesiásticos
- Capítulo XII: De las milicias
- Capítulo XIII: Acerca de las tropas auxiliares
- Capítulo XIV: De si es preciso no aplicarse sino a la guerra. Digresión sobre la caza
- Capítulo XV: Aquello que hace alabar o denigrar a los hombres y particularmente a los príncipes
- Capítulo XVI: De la liberalidad y la economía
- Capítulo XVII: De la crueldad y la clemencia, y de si vale más ser temido que amado
- Capítulo XVIII: De cómo los príncipes deben mantener su palabra
- Capítulo XIX: Cómo evitar el ser menospreciado y odiado
- Capítulo XX: Cuestiones varias de política
- Capítulo XXI: De cómo debe gobernar el príncipe para hacerse estimar
- Capítulo XXII: De los secretarios de los príncipes
- Capítulo XXIII: De cómo hay que rehuir a los aduladores
- Capítulo XXIV: Por qué los príncipes de Italia han perdido sus Estados
- Capítulo XXV: Del poder que tiene la fortuna en los asuntos del mundo y de cómo hacerle frente
- Capítulo XXVI: De las diferentes clases de negociaciones y de las razones que cabe llamar justas para hacer la guerra